# Ursus arctos stikeenensis
Ursus arctos stikeenensis — один з підвидів бурого ведмедя.

## Поширення
Ендемік Канади. Поширений на півночі Британської Колумбії та півдні Юкону. Населяє ліси у віддалених гірських регіонах та в долинах річок та басейнах озер.

## Опис
Дорослий самець важить від 135 до 390 кг, а самиця від 95 до 205 кг. В холці сягає від 90 до 110 см заввишки. Хутро найчастіше темно-коричневого кольору, але також може варіюватися від блідого до чорного. На спині у дорослих ведмедів шерсть має світлі кінчики. На плечах є помітний горб. Морда злегка витягнута. Передні кігті помітно довгі.